# Nagato Yuki-chan no Shōshitsu
Nagato Yuki-chan no Shōshitsu (長門有希ちゃんの消失 lit. La desaparición de Nagato Yuki-chan?) es una serie de manga escrita e ilustrada por Puyo. La serie se centra en el personaje de Haruhi Suzumiya y es un spin-off de la novela ligera homónima escrita por Nagaru Tanigawa. Se basa en el universo alternativo ofrecido originalmente en el cuarto volumen y filme cinematográfico, Suzumiya Haruhi no Shōshitsu. La serie comenzó su serialización en la revista Young Ace de Kadokawa Shōten desde julio de 2009 y fue licenciado en Estados Unidos por Yen Press. Una adaptación a serie de anime producida por Satelight comenzó a emitirse el 3 de abril de 2015.

## Argumento
La historia o argumento se basa en el universo alternativo representado en  La Desaparición de Haruhi Suzumiya, en el que Haruhi Suzumiya nunca formó la Brigada SOS. La serie sigue a Yuki Nagato, que en este mundo no es una interfaz humanoide, sino más bien una chica tímida y vacilante, como ella desarrolla sentimientos por su compañero miembro del club literatura, Kyon.

## Media

### Manga
El manga original por Puyo comenzó a serializarse en la revista Kadokawa Shoten Young Ace el 4 de julio de 2009, y ha sido compilada en siete volúmenes tankōbon a partir del 4 de septiembre de 2014. La serie está licenciada en Norteamérica por Yen Press, quien comenzó a publicar la serie el 24 de julio de 2012.

### Anime
El 18 de diciembre de 2013, el sitio oficial de la serie Haruhi Suzumiya "desapareció" y fue reemplazado por una página de error falsa que contenía un enlace oculto revelando que una adaptación al anime de La desaparición de Nagato Yuki-chan estaba en producción. Un año después, el 18 de diciembre de 2014, el sitio reveló el personal y elenco para la serie. La serie es producida por Satelight con la dirección de Jun'ichi Wada, composición de la serie por Tōko Machida, y diseño de personajes de Ikuko Ito. Adicionalmente, el elenco del anime Suzumiya Haruhi no Yūutsu retoman sus papeles como elenco principal. Conforme a declaraciones de Aya Hirano, actriz que da voz a Haruhi, la serie comenzará a emitirse en abril de 2015.